# Geolycosa hectoria
Geolycosa hectoria là một loài nhện trong họ Lycosidae.
Loài này thuộc chi Geolycosa. Geolycosa hectoria được Mary Agard Pocock miêu tả năm 1900.